# Mihrimah
Mihrimah, osm. مهر ماه سلطان  (ur. 21 marca 1522 w Stambule, zm. 25 stycznia 1578 tamże) – córka sułtana Sulejmana Wspaniałego i jego żony Roksolany znanej też jako Hürrem. Jej imię bywa wymawiane również jako Mihrumah, Mihr-î-Mâh, Mihrî-a-Mâh lub Mehr-î-Mâh. Mehr-î-Mâh znaczy „Słońce (lit. łaskawość, współczucie, czułość, miłość) i Księżyc”.

## Życiorys

Portret namalowany przez Tycjana ok. 1555 roku

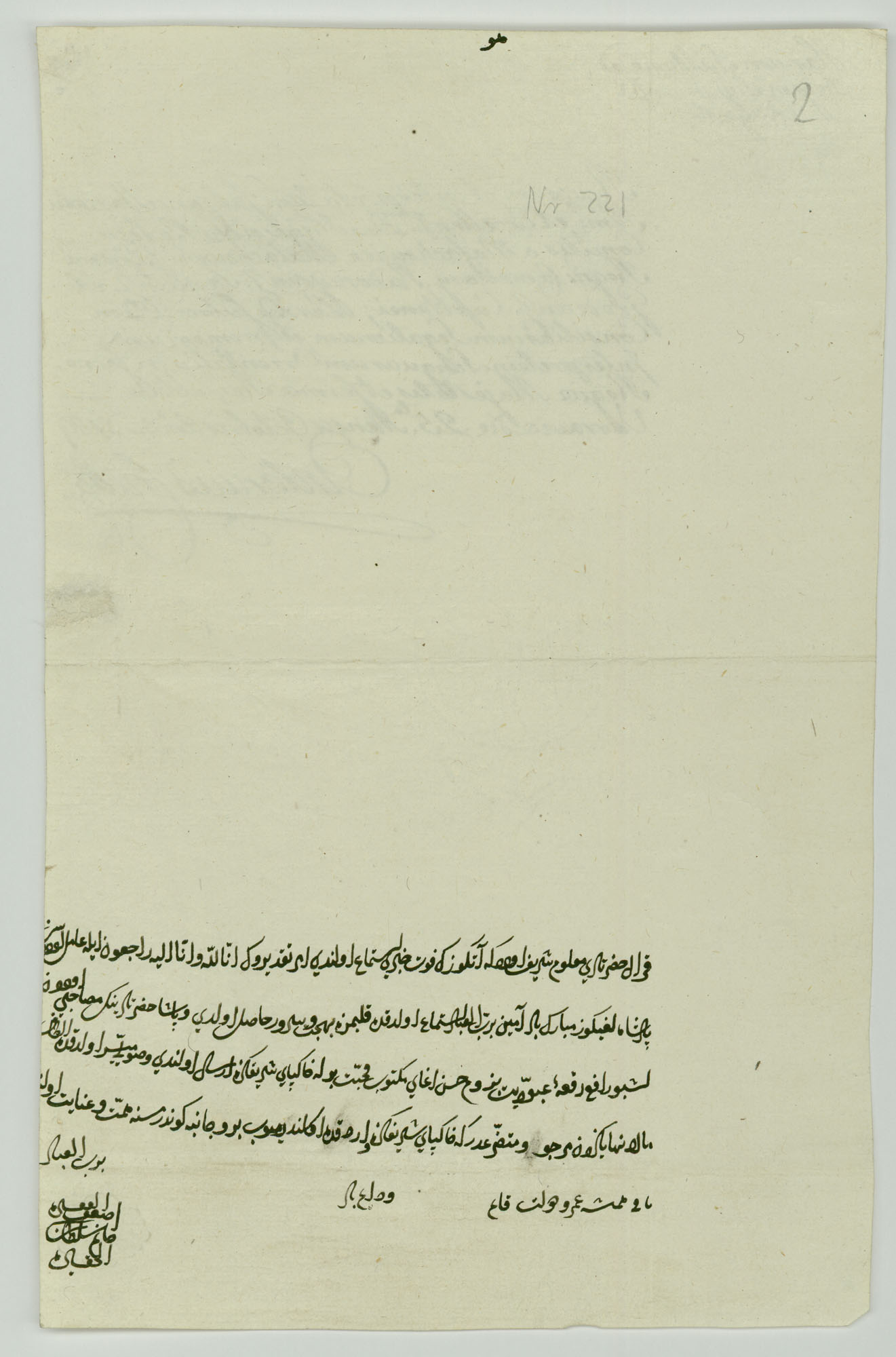
List Mihrimah do Zygmunta Augusta napisany w 1548 roku

Mihrimah podróżowała po całym Imperium Osmańskim z ojcem, kiedy wizytował swój kraj i kiedy podbijał nowe ziemie. W perskiej literaturze opisano, jak wraz z ojcem ruszała do walki na arabskim ogierze o imieniu Batal podczas bitwy pod Gizą w północnym Egipcie. 26 listopada 1539 roku w Stambule wyszła za mąż za Damata Rüstema Paszę (1505 – 10 lipca 1561), wielkiego wezyra za panowania Sulejmana. Chociaż małżeństwo to nie było szczęśliwe, Mihrimah spełniała się jako patronka sztuki i nadal podróżowała z ojcem aż do śmierci męża. 
To, że Mihrimah zachęcała swojego ojca do ataku na Maltę, obiecując wybudowanie 400 galer na swój koszt, pisała listy do polskiego króla Zygmunta Augusta - tak jak jej matka - oraz że w dniu śmierci Sulejmana pożyczyła swojemu bratu sułtanowi Selimowi II 50 000 złotych suwerenów na pokrycie najpilniejszych wydatków, świadczy o jej politycznym znaczeniu.
Najbardziej znane fundacje Mihrimah to dwa stambulskie kompleksy meczetowe noszące jej imię, oba zaprojektowane przez głównego architekta jej ojca, Sinana. Meczet Mihrimah Sultan przy bramie Edirne, znajdującej się na zachodnim odcinku murów starego miasta, był jednym z najbardziej pomysłowych projektów Sinana. Używając nowych systemów nośnych i bocznych pomieszczeń, powiększył powierzchnie przeznaczone na okna. Drugim jest meczet Mihrimah Sultan w dzielnicy Üsküdar, znany też jako meczet İskele, będący jednym z najbardziej charakterystycznych obiektów tej dzielnicy. 

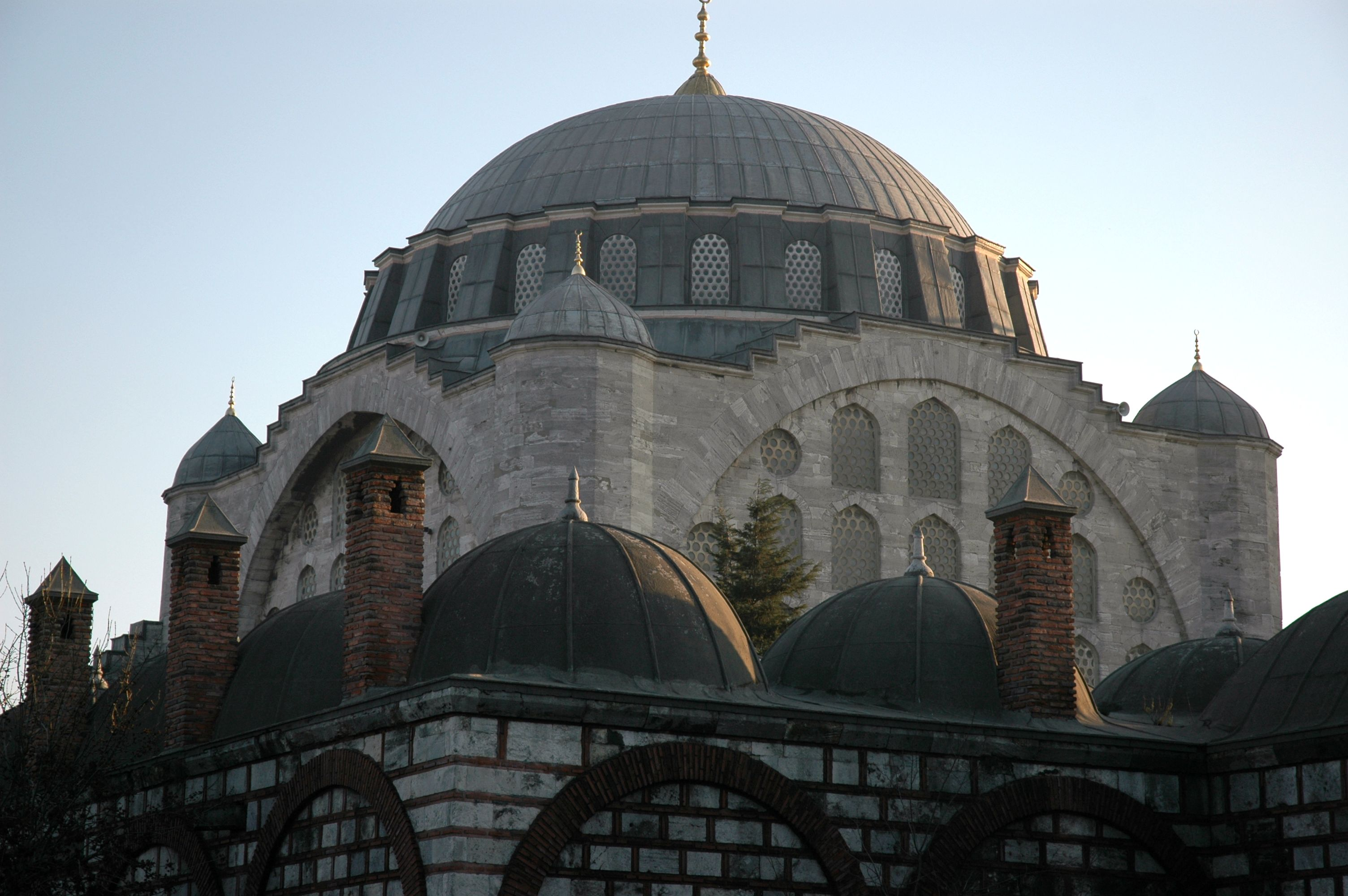
Meczet Mihrimah Sultan przy bramie Edirne w Stambule.

## Śmierć i miejsce pochówku
Mihrimah zmarła w Stambule 25 stycznia 1578 i została pochowana w meczecie Sulejmana.
Jej starszy brat Mehmed zmarł w 1543 roku. Miała również czterech młodszych braci: Abdullaha (zm. w 1525 roku), Selima (zm. w 1574 roku), Bajazyda (zm. w 1561 roku) i Cihangira (zm. w 1553 roku). Miała też przyrodniego brata (syna Sulejmana Wspaniałego i jego konkubiny Mâhidevrân) Mustafę (zm. w 1553 roku).

## Kultura masowa
Mihrimah jest ważną postacią w tureckim hicie eksportowym Wspaniałe stulecie. Zagrały ją kolejno: 
- Ayda Acar - jako małą dziewczynkę
- Melis Mutluç – jako starszą dziewczynkę
- Pelin Karahan – jako nastolatkę i dorosłą kobietę